# Fates Warning
Fates Warning és un grup de heavy metal, originari de Connecticut, Estats Units. A pesar que els seus primers esforços estaven molt influenciats per Iron Maiden, quan graven el seu disc Night on Bröcken (1984), ja s'havien convertit en una de les bandes pioneres del progressive metal, juntament amb Dream Theater i Queensrÿche.
Els seus primers 3 àlbums compten amb l'inusual treball vocal de John Arch, i les lletres versaven sobre temes fantàstics. No obstant això, Arch va abandonar la banda després del tercer àlbum, i Ray Alder va assumir la vocalització, donant-li un gir introspectiu a les lletres de les cançons.

## Discografia
Els seus últims treballs (Perfect Symmetry i els quals li segueixen) prenen un camí cap a música més progressiva.
- Night on Bröcken (1984)
- The Spectre Within (1985)
- Awaken the Guardian (1986)
- No Exit (1988)
- Perfect Symmetry (1989)
- Parallels (1991)
- Inside Out (1994)
- Chasing Time (recopilatori) (1995)
- A Pleasant Shade of Gray (1997)
- Disconnected (2000)
- FWX (2004)
- Darkness in a Different Light (2013)
- Theories of Flight (2016)

### Directe
- Still Life (2CD) (1998)
- The View from Here (DVD) (2003)
- Live In Athens (2005)
- 2017: Awaken the Guardian Live (DVD, 2 CD) (2017)
- Live Over Europe (2018)